# 毕肯
毕肯（Бикен? 1940年—），女，哈萨克族，新疆巴里坤人，中华人民共和国牧工，曾任第五届全国人大代表、常委会委员。